# Erik Malmberg
Pour les articles homonymes, voir Malmberg.
Erik Malmberg est un lutteur suédois né le 15 mars 1897 à Göteborg et mort le 9 mai 1964 dans la même ville. Il est le frère du lutteur Algot Malmberg.

## Palmarès

### Jeux olympiques
- Médaille d'or en lutte gréco-romaine dans la catégorie des moins de 66 kg en 1932 à Los Angeles
- Médaille d'argent en lutte gréco-romaine dans la catégorie des moins de 62 kg en 1928 à Amsterdam
- Médaille de bronze en lutte gréco-romaine dans la catégorie des moins de 62 kg en 1924 à Paris

### Championnats du monde
- Médaille de bronze en lutte gréco-romaine dans la catégorie des moins de 62 kg en 1921 à Helsinki

### Championnats d'Europe
- Médaille d'or en lutte gréco-romaine dans la catégorie des moins de 66 kg en 1930 à Stockholm
- Médaille d'or en lutte libre dans la catégorie des moins de 66 kg en 1929 à Paris
- Médaille d'argent en lutte gréco-romaine dans la catégorie des moins de 62 kg en 1926 à Riga
- Médaille de bronze en lutte libre dans la catégorie des moins de 66 kg en 1930 à Bruxelles
- Médaille de bronze en lutte gréco-romaine dans la catégorie des moins de 62 kg en 1925 à Milan